# 1909

## Събития
- 1 януари – За първи път започва изплащането на пенсия във Великобритания.
- Октомври – В Япония е основан Сузуки Мотор Корпорейшън от Мичио Судзуки и се започва производство на тъкачни станове.

## Родени

### Неизвестна дата
- Александър Касъров, български футболист
- Борис Нейков, български футболист

### Януари
- 5 януари – Андон Митов, български лекар († 1975 г.)
- 6 януари – Здравко Сугарев, български статистик и икономист († 1993 г.)
- 13 януари – Маринус Ван дер Любе, холандски комунист, обвинен в подпалването на Райхстага († 1934 г.)
- 17 януари – Ъруин Сандърс, американски социолог († 2005 г.)
- 18 януари – Асен Василев, български художник, резбар († 1987 г.)
- 21 януари – Тодор Скаловски, македонски композитор († 2004 г.)
- 22 януари – У Тан, бирмански политик и дипломат († 1974 г.)
- 26 януари – Цвятко Димчевски, български художник († 1991 г.)

### Март
- 3 март – Георги Веселинов, български детски писател и литературен критик († 1978 г.)
- 6 март – Станислав Йежи Лец, полски писател († 1966 г.)
- 27 март – Голо Ман, немско-швейцарски историк († 1994 г.)

### Април
- 1 април – Бинка Вазова, българска художничка († 2007 г.)
- 3 април – Роберт Щилмарк, руски писател († 1985 г.)
- 22 април – Рита Леви-Монталчини, италианска невроложка, носителка на Нобелова награда († 2012 г.)
- 24 април – Бернхард Гжимек, германски зоолог († 1987 г.)
- 30 април – Юлиана Холандска, кралица на Холандия († 2004 г.)

### Май
- 14 май – Йосиф Петров, български поет и общественик († 2004 г.)
- 17 май – Магда Шнайдер, немска актриса († 1996 г.)

### Юни
- 6 юни – Трайко Прокопиев, югославски композитор († 1979 г.)
- 14 юни
  - Бърл Айвс, американски актьор и кънтри певец († 1995 г.)
  - Фео Мустакова-Генадиева, българска балерина († 2011 г.)
- 25 юни – Димитър Димов, български писател († 1966 г.)
- 28 юни – Ерик Амблър, английски писател († 1998 г.)

### Юли
- 1 юли 
  - Сергей Закариадзе, грузински актьор († 1990 г.)
  - Никола Парапунов, комунистически партизанин († 1943 г.)
- 27 юли – Хилде Домин, немска писателка († 2006 г.)
- 28 юли – Малкълм Лоури, английски писател († 1957 г.)

### Август
- 7 август – Камен Писков, български шахматист († 1972 г.)
- 29 август – Стиепан Антоляк, хърватски историк († 1997 г.)

### Септември
- 7 септември – Елия Казан, американски режисьор († 2003 г.)
- 17 септември – Макс Верли, швейцарски литературовед († 1998 г.)
- 21 септември – Кваме Нкрума, панафриканист и ганайски политик († 1972 г.)

### Октомври
- 19 октомври – Маргьорит Перей, френска химичка († 1975 г.)
- 21 октомври – Димитър Яранов, български географ († 1962 г.)
- 23 октомври 
  - Атанас Душков, български писател († 2000 г.)
  - Зелиг Харис, американски езиковед († 1992 г.)
- 28 октомври – Френсис Бейкън, ирландски художник († 1992 г.)

### Ноември
- 19 ноември – Питър Дракър, американски теоретик на мениджмънта († 2005 г.)
- 25 ноември – Светослав Обретенов, български композитор и диригент († 1955 г.)
- 26 ноември – Йожен Йонеско, драматург и писател († 1994 г.)

### Декември
- 3 декември – Владимир Аврамов, български цигулар и педагог († 2007 г.)
- 7 декември – Никола Вапцаров, български поет († 1942 г.)
- 10 декември – Адалберт Антонов, български комунистически деец и партизанин († 1942 г.)
- 26 декември – Александър Димитров, деец на РМС и БКП († 1944 г.)

## Починали
- Георги Бенев, български революционер
- Тодор Дочев, български революционер
- 17 февруари – Джеронимо, вожд на апачите чирикауа
- 8 март – Леон Тери, френски автомобилен състезател
- 18 март – Кузман Шапкарев, български книжовник и фолклорист
- 12 април – Данаил Попов, български революционер
- 18 май – Исак Албенис, испански композитор
- 22 юли – Детлев фон Лилиенкрон, немски поет и драматург
- 25 юли – Неофит VIII Константинополски, цариградски патриарх
- 24 септември – Кирил Стоянов, български революционер
- ? – Георги Златарски, български геолог (р. 1854 г.)
- 5 февруари – Димитър Паничков, български печатар и издател (р. ок. 1810 г.)
- 26 октомври – Ито Хиробуми, японски политик (р. 1841 г.)
- 17 декември – Леополд II, крал на белгийците (р. 1835 г.)
- 19 декември – Янко Забунов, български политик (р. 1868 г.)
- 31 декември – Михаил Николаевич, велик княз на Русия (р. 1832 г.)

## Нобелови награди
- Физика – Гулиелмо Маркони, Карл Фердинанд Браун
- Химия – Вилхелм Оствалд
- Физиология или медицина – Теодор Кохер
- Литература – Селма Лагерльоф
- Мир – Огюст Бернарт, Пол Анри Бенжамен д'Естурнел дьо Констан